# Об'єкт дослідження
Об'єкт дослідження — в науці: зв'язна сукупність елементів дійсності (як явищного так і предметного порядку), вивчення якої становить практичний інтерес для дослідника і науки в цілому. В одній науці (науковому напрямку) може бути кілька об'єктів досліджень, які складають логічно пов'язані сутності й мету досліджень у цій науці (науковому напрямку).
Таким об'єктом стає будь-яке непізнане явище, невідоме раніше науці, або його частина, яку передбачає дослідити ця наука. Часто використовується попередній поділ чого-небудь невідомого (непізнаного) на логічно обґрунтовані частини явища. Це використовується як цілком самостійний науковий метод, якщо такий поділ можливий виходячи з апріорі видимих ознак даного явища.
Подібний розподіл згідно з передбачуваними сферами застосування своєї науки або кількох наук, виведений попередньо логічним шляхом, і використовується щодо сфер дії тих чи інших законів, за якими живе ця наука чи декілька наук (при комплексних дослідженнях), допомагає вченим легше впоратися з труднощами, що часто виникають при дослідженні складного явища.
Першорядним по значенню є спостереження за об'єктом дослідження. Якщо дозволяє поточний рівень розвитку (стан) даної науки і якщо це дозволяє сам об'єкт, другим найважливішим способом вивчення об'єкта дослідження є експеримент. Зв'язки між ними спостерігаються, а відомі та експериментальні дані з допомогою наукової логіки в сполученні з уже відомими науковими даними, особливими правилами, дозволяють вивести гіпотезу. Останнє, по суті, є індуктивним (прогнозним) методом дослідження.
Однак в дослідженні корисно використовувати також дедуктивний (тобто, ретроспективний) метод, який популярний у дослідників, особливо в математиці (і в практиці криміналістики).
Зробити правильні наукові висновки і побудувати коректні наукові теорії допомагає давно відпрацьований науковий метод.